# Kangasmäckstjärnen
Kangasmäckstjärnen är en sjö i Orsa kommun i Dalarna och ingår i Dalälvens huvudavrinningsområde.